# Alexander McCulloch
Alexander McCulloch (Melbourne, 25 ottobre 1887 – Goring-on-Thames, 5 settembre 1951) è stato un canottiere britannico, nato in Australia.

## Carriera
Ha vinto la medaglia d'argento olimpica nel canottaggio alle Olimpiadi 1908 tenutesi a Londra, nella gara di singolo maschile.